# Liste von Stadien in Armenien

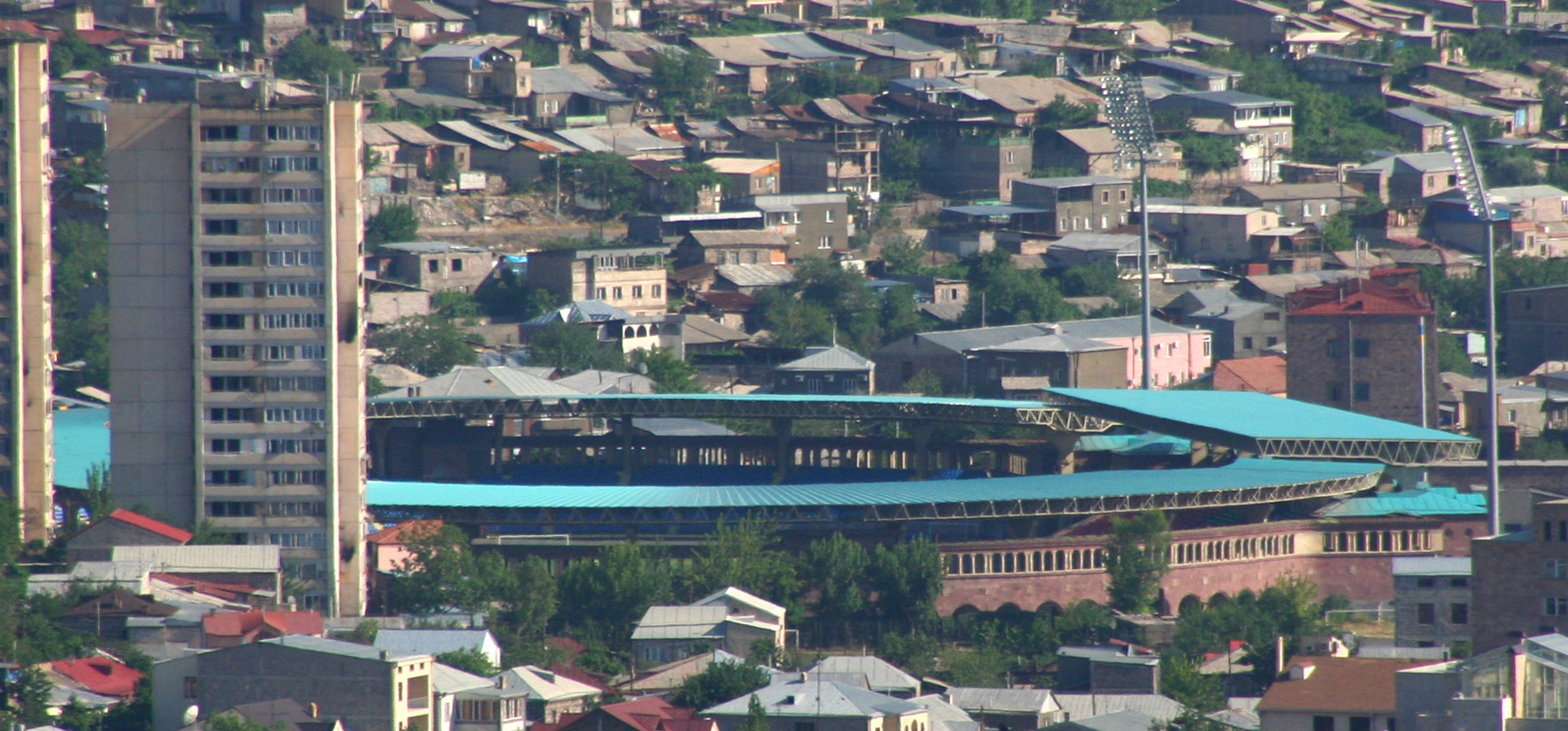
Hanrapetakan-Stadion

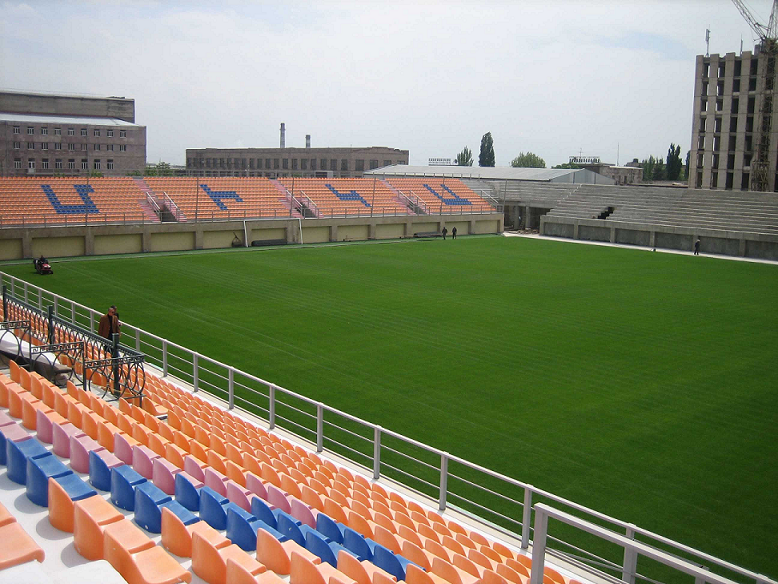
Mika-Stadion

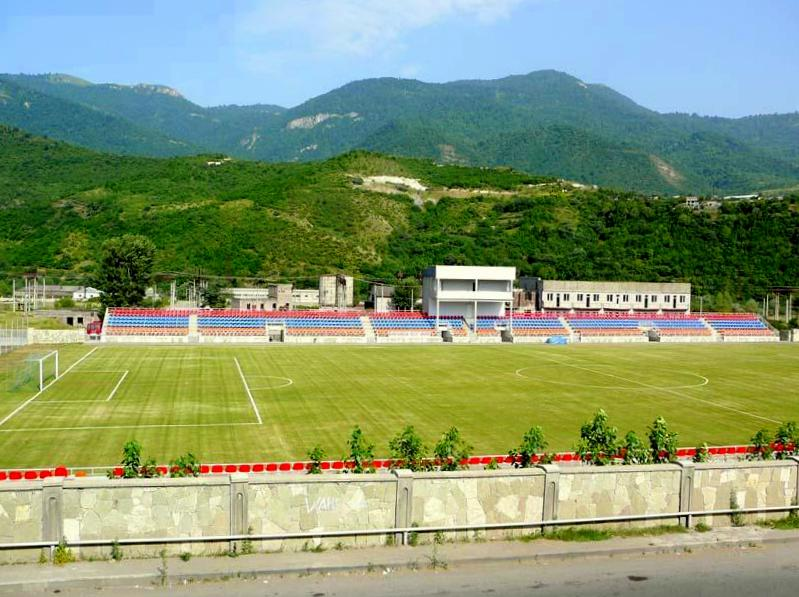
Arnar-Stadion

Die folgende Liste stellt eine Auswahl von wichtigen Stadien in Armenien dar.
| Stadion                                    | Ort        | Kapazität | Bemerkung                                     |
| ------------------------------------------ | ---------- | --------- | --------------------------------------------- |
| Stadion Hrasdan                            | Jerewan    | 53.849    | Nationalstadion und größtes Stadion Armeniens |
| Wasken Sarkissjan Republikanisches Stadion | Jerewan    | 15.000    |                                               |
| Mika-Stadion                               | Jerewan    | 7.250     |                                               |
| Alaschkert-Stadion                         | Jerewan    | 6.800     |                                               |
| Kotayk-Stadion                             | Abowjan    | 5.500     |                                               |
| Lori-Stadion                               | Wanadsor   | 5.000     |                                               |
| Banants-Stadion                            | Jerewan    | 4.860     |                                               |
| Lernagorz-Stadion                          | Kapan      | 3.500     |                                               |
| Gandsassar-Stadion                         | Kapan      | 3.500     |                                               |
| Kasakhi Marzik-Stadion                     | Aschtarak  | 3.500     |                                               |
| Arnar-Stadion                              | Idschewan  | 3.000     |                                               |
| Gjumri-Stadtstadion                        | Gjumri     | 2.844     |                                               |
| Araks-Stadion                              | Ararat     | 2.280     |                                               |
| Dilidschan-Stadion                         | Dilidschan | 2.000     |                                               |
| Alawerdi-Stadion                           | Alawerdi   | 1.000     |                                               |
| Erebuni-Stadion                            | Jerewan    | 1.000     |                                               |